# El Pas de la Casa
El Pas de la Casa es un pueblo de la parroquia andorrana de Encamp, que hace frontera entre Andorra y Francia. En 2015 tenía 2403 habitantes.

## Toponimia
Debe su nombre al hecho de que a principios del siglo XX solo había una casa en este lugar de paso, que era conocido antiguamente como Pas del Bac o Bac de la Casa.

## Geografía
Es la única parte de Andorra que mira a la vertiente atlántica y es donde nace el río Arieja. 
El territorio del Pas de la Casa forma parte de la parroquia de Encamp fruto de un contrato de enfiteusis, ya que es un pueblo alejado del centro de la parroquia.
Es la localidad más elevada de Europa.

## Historia
A finales del siglo xix solo había una casa en todo el paso, de un pastor llamado Valentí que subía a pasturar en verano, el resto del año el lugar permanecía vacío. Hacia los años 30 del siglo xx se construyó la CG-2 que conecta Andorra la Vieja con el Pas de la Casa, los obreros se instalaron en el lugar creando barracas para vivir.

## Economía
Las dos fuentes principales de riqueza son el comercio, que genera un turismo fronterizo, sobre todo de gente procedente de Francia, a través de sus almacenes sin impuestos, y los deportes de invierno, con las pistas de esquí de Grandvalira.

## Elementos de interés
- Iglesia de San Pedro
- Puerto de Envalira (2408 m s. n. m.) es el puerto más alto de los Pirineos.
- Estación de deportes de invierno Grandvalira.

## Fiestas
La fiesta mayor es el día 29 de junio, día de San Pedro.